# Kengir
Kengir est un village situé près de la ville de Jezkazgan, au Kazakhstan. 
Pendant l'époque soviétique, un camp de travaux forcés du Steplag au Kazakhstan fonctionnait à sa proximité. 
Le camp situé près de la ville de Jezkazgan, au bord de la rivière Kara-Kengir, enfermait environ 5 200 prisonniers,,.
Durant l'été 1954 il sera le théâtre d'une importante révolte de prisonniers.  